# Preis von Baden-Württemberg
De Preis von Baden-Württemberg voor motorfietsen was een motorsportrace slechts twee keer in het kader van het wereldkampioenschap wegrace werd verreden, steeds als vervanging van een afgelaste race of Grand Prix. De wedstrijd mocht de naam "Grand Prix" niet dragen omdat in beide gevallen Duitsland zijn Grand Prix al op de Nürburgring had verreden. De races werd verreden op 13 oktober 1968 en op 28 september 1986 op de Hockenheimring nabij Hockenheim.
In het seizoen 1968 werden tijdens de Preis von Baden-Württemberg wedstrijden om het kampioenschap van Duitsland verreden, maar de zijspanrace kreeg WK-status omdat deze race tijdens de GP des Nations op Monza "van overheidswege was afgelast". 
In het seizoen 1986 werd een uitgebreider WK-programma verreden met de 80cc-klasse, de 125cc-klasse en de zijspanklasse. Dit was nodig omdat de GP van Zuid-Afrika onder druk van de Oostbloklanden en alle Zuid-Amerikaanse landen van de FIM-kalender was geschrapt. 

## Circuits

Hockenheimring 1968
Hockenheimring 1986

## Statistiek
| Editie | Seizoen | Circuit        | Klasse        | Winnaar                                        | Tweede                                    | Derde                                  | Poleposition                                   | Snelste ronde                             |
| ------ | ------- | -------------- | ------------- | ---------------------------------------------- | ----------------------------------------- | -------------------------------------- | ---------------------------------------------- | ----------------------------------------- |
| 1      | 1968    | Hockenheimring | Zijspanklasse | Helmut Fath Wolfgang Kalauch (URS)             | Klaus Enders Ralf Engelhardt (BMW)        | Georg Auerbacher Hermann Hahn (BMW)    | Onbekend                                       | Helmut Fath Wolfgang Kalauch (URS)        |
|        |         |                |               |                                                |                                           |                                        |                                                |                                           |
| 2      | 1986    | Hockenheimring | 80cc-klasse   | Gerhard Waibel (Real-Krauser)                  | Stefan Dörflinger (Krauser)               | Hans Spaan (Hertog Jan-HuVo-Casal)     | Gerhard Waibel (Real-Krauser)                  | Stefan Dörflinger (Krauser)               |
| 2      | 1986    | Hockenheimring | 125cc-klasse  | Fausto Gresini (FMI-Garelli)                   | Luca Cadalora (FMI-Garelli)               | August Auinger (Bartol-LCR-MBA)        | Fausto Gresini (FMI-Garelli)                   | Luca Cadalora (FMI-Garelli)               |
| 2      | 1986    | Hockenheimring | Zijspanklasse | Egbert Streuer Bernard Schnieders (LCR-Yamaha) | Rolf Biland Kurt Waltisperg (LCR-Krauser) | Steve Webster Tony Hewitt (LCR-Yamaha) | Egbert Streuer Bernard Schnieders (LCR-Yamaha) | Rolf Biland Kurt Waltisperg (LCR-Krauser) |

1968 · 1986